# Villemain
Villemain település Franciaországban, Deux-Sèvres megyében. Lakosainak száma 151 fő (2022. január 1.). Villemain Villiers-Couture, Aubigné, Couture-d’Argenson és Loubillé községekkel határos.

## Népesség
A település népessége az elmúlt években az alábbi módon változott:
| Lakosok száma | 159  | 155  | 150  | 149  | 148  | 146  | 148  | 151  |
|               | 2013 | 2015 | 2017 | 2018 | 2019 | 2020 | 2021 | 2022 |